# ماص أكاسيد النتروجين
ماص أكاسيد النتروجين أو مصيدة أكاسيد النتروجين (و يسمى أيضا مصيدة أكاسيد النتروجين الضامرة واختصارها LNT)، هي أداة تستخدم للتقليل من انبعاثات أكاسيد النتروجين (NO وNO2) من محركات الاحتراق الداخلي التي نسبة الهواء إلى الوقود فيها مرتفعة، ويتم هذا عن طريق الامتصاص.

## هدف وطريقة عمل ماص أكاسيد النتروجين
صمم ماص أكاسيد النتروجين لكي يقلل من هذه الاكاسيد المنبعثة مع الغازات العادمة في المحركات التي نسبة الهواء إلى الوقود فيها مرتفعة.
المحركات التي نسبة الهواء فيها مرتفعة تشكل تحديا مخصوصا بالنسبة لمصممي أنظمة التحكم في الانبعاثات بسبب نسبة الاكسجين المرتفعة نسبيا (الاكسجين الجوي) في غازات العادم.
المحول التحفيزي الثلاثي وإن استخدم بنجاح منذ 1980 تقريبا على المحركات التي تحتسب فيها نسب الهواء إلى الوقود (مثل البنزين وLPG وCNG أو الايثانول) لن تقوم بوظيفتها عندما تكون مستويات الاكسجين أعلى من 1% وحتى عندما تكون المستويات أكبر من 0.5% فإن فعاليتها تكون محدودة للغاية. ولأن الحاجة إلى تقليل انبعاثات أكاسيد النتروجين المنبعثة من محركات الديزل أصبحت ملحة فقد بدأ استخدام تقنيات مثل تدوير الغازات العادمة EGR والاختزال التحفيزي الانتقائي SCR. إلا ان EGR مثلا محدود الفعالية وأما SCR فإنه يتطلب تزويد العادم بمواد مختزلة طوال الوقت.
و لهذا صمم ماص أكاسيد النتروجين لكي يتجنب المصاعب التي واجهتها EGR وSCR. فماص مثل الزيوليت يحجز جزيئات الـ NO وNO2 ويكون بذلك كإسفنج جزيئي. وعند امتلاء المصيدة (كالاسفنجة المملوءة ماء) لن يمتص أي أكاسيد للنتروجين. صممت عدة طرق للتخلص من الاكاسيد أو تنظيف المصيدة. ومن أحد المتفاعلات التي استخدمت لهذا الهدف هو وقود الديزل. فحقن الديزل قبل الماص ينظفه - بأن تلفظ الـ NOx وتتفاعل مع الهيدروكربونات تحت الظروف الغنية لتنتج ماءا ونتروجين. الهيدروجين أيضا متفاعل جيد، لكنه خطير عند التداول وتخزينه أصعب. هنالك تجارب لاستخدام مشكلات الوقود لإنتاج الهيدروجين على السفن.

## الاستخدامات في السوق
تستخدم مصائد أكاسيد النتروجين في سيارت فولكسواغن جتا وفولكسواغن تغوان. وكلا السيارتين نزلت السوق الاميركية في العام 2008، وستكونان كجزء من برنامج بلوتك من أودي، ديلمر-كرايزلر وفولكسواغن.
في دراسة لنادي السيارات الألماني في العام 2015 (بطلب من المجلس العالمي لوسائل النقل النظيفة) وجد أن 6 سيارات فقط من 32 توافقت انبعاثاتها مع الحد الاقصى، وكانت السيارات المزودة بمصائد أكاسيد النتروجين أعلاها.

## المواصفات الفنية
ماص أكاسيد النتروجين مبني على دعامة من محفز موحد وقد طليت بغطاء من ماص NOx كتلك التي تحتوي الزيوليت. الاكاسيد القلوية تستخدم أيضا كماصات.
تسمم المصائد باضطراد بأكاسيد الكبريت SOx التي تمتص بشكل أقوى من الـ NOx. وتتطلب إعادة توليد عن طريق الحرارة المرتفعة التي تؤدي إنقاص العمر الافتراضي للماص.